# Нижньокамська ТЕЦ
Нижньокамська ТЕЦ-1 проектувалася і будувалася як джерело теплової та електричної енергії для Нижньокамського нафтохімічного промислового вузла міста Нижньокамська. Нижньокамська ТЕЦ-1 одна з провідних електростанцій ВАТ «ТГК-16», що забезпечує електричною і тепловою енергією найбільші підприємства нафтохімії, шинної промисловості, будіндустрії. Станція є ланкою єдиного виробничо-господарського комплексу з виробництва, передачі, розподілу електричної і теплової енергії.
Проект Нижньокамської ТЕЦ-1 був розроблений Львівським відділенням інституту «Теплоелектропроект» з потужністю 1000 МВт. Реалізація даного проекту завершена в 1977 р. введенням турбогенератора ст. N11 і котлоагрегату ст. N16, розширення хімводоочищення N1 до 2000 т/год, введенням хімводоочищення N2 на 890 т/год по дистильованій воді. У 1977 році введена в дію димова труба № 3 висотою 250 метрів.
Основним споживачем теплової та електричної енергії ПАТ «Нижнекамскнефтехим», тому склад обладнання на станції вибирався виходячи з навантажень ПАТ «Нижнекамскнефтехим». За складом встановленого обладнання, кількості і параметрами відпускається технологічного пара, кількістю вироблюваної хімічно дистильованої води станція стала унікальним об'єктом енергетики.
У 1977 році (дані за 14.06.77 року) встановлена потужність склала:
- електрична — 1000 МВт;
- теплова — 3385 Гкал;
- за хімічно дистильованій воді — 2890 т/рік.

Зараз встановлена електрична потужність становить 850 МВт, теплова — 3 885 Гкал/год, проектний відпустку пара — 3 314 т/год., тепла з гарячою водою — 1 225 Гкал/год, проектна вироблення хімічно дистильованої води — 3 500 т/год.
На станції встановлено наступне тепломеханічне обладнання:
- 1 котлоагрегат типу ТГМ-84, Дп= 420 т/год;
- 4 котлоагрегатів типу ТГМ-84 «А», Дп= 420 т/год;
- 6 котлоагрегатів типу ТГМ-84 «Б», Дп= 420 т/год;
- 5 котлоагрегатів типу ТГМ-96 «Б», Дп = 480 т/год;
- 3 турбоагрегата типу ПТ-60-130/13, N = 60 МВт;
- 2 турбоагрегата типу Т-100/120-130/2, N = 105 МВт;
- 1 турбоагрегат типу Т-100/120-130/3, N = 110 МВт;
- 5 турбоагрегатів типу Р-70/100-130/15, N = 100 МВт;
- 2 водогрійних котла типу ПТВМ-100, Q= 100 Гкал/год;
- 3 водогрійних котла типу ПТВМ-180, Q = 180 Гкал/год.

З метою підвищення надійності паропостачання, зменшення кількості турбін, що працюють з мінімальним навантаженням, спільно з споживачами було прийнято рішення про перехід паропостачання споживачів парою 1,2 і 1,6 МПа на постачання паром єдиного параметра 1,4 МПа.
За 2009 рік виробництво електроенергії склала 2,96 млрд кВтг, відпуск теплової енергії з парою і гарячою водою — 9,2 млн. Гкал. Основні показники економічності станції є одними з найкращих в енергосистемі. Питомі витрати умовного палива склали на відпущену електроенергію за фактом 2009 року 300,9 г/кВтг, на відпущене тепло — 134,6 кг/Гкал. Собівартість вироблюваної електро — і теплоенергії є однією з найнижчих в «Татенерго». За підсумками 2009 року НкТЕЦ восьмий рік поспіль займає перше місце за раціоналізаторської роботи серед філій системи. Станція докладає значних зусиль у фізкультурно-спортивній, культурно-масовій сферах, у галузі охорони праці, пожежної безпеки та ЦО і НС та екології.
У станції непогані перспективи в плані технічного розвитку. За планом капітального будівництва триває заміна вимикачів 110кВ на елегазові, модернізація турбогенераторів з установкою електрогідравлічної системи регулювання, з впровадженням стільникових ущільнень, реконструкція газорозподільних пунктів, а також ряд інших робіт. Спільно з ВАТ «Нижнекамскнефтехимом» побудований комплекс газотурбінних установок ГТУ-75. Великі перспективи біля станції у плані енергопостачання комплексів ВАТ «НКНХ» і ВАТ «ТАИФ-НК».